# Імператор Хорікава
Імператор Хорікава (яп. 堀河天皇, ほりかわてんのう, хорікава тенно; 8 серпня 1079 — 9 серпня 1107) — 73-й Імператор Японії, синтоїстське божество. Роки правління: 5 січня 1087 — 9 серпня 1107.
Син імператора Сіракави та Фудзівара но Кенсі, названої доньки кампаку Фудзівара но Мородзане. При народженні отримав ім'я Тарухіто. 1085 року стає спадкоємцем трону. 26 листопада 1086 року його батько зрікся влади на користь Тарухіто. 5 січня 1087 року відбулася церемонії інтронізації. Через малий вік сессьо (регентом) став Фудзівара но Мородзане, втім фактична влада зосередилася у Сіракави, що став зватися Верховним імператором. 
Протягом усього правління Хіракави точилася боротьба між кланом Фудзівара та Сіракавою, яка завершилася першій половині 1090-х років перемогою останнього. Імператором не впливав на жодні політичні рішення, тому звернув увагу на поезію, музику та науку.
1103 року перебдав свого сина Мунехіто на виховання батькові. 
Був меценатом, шанувальником поезії. За його правління було укладено 2 антології (тьокусенвакасю): «Хорікава-ін-но онтокі хяку-сю вака» (1105—1106 роках) і «Хорікава-ін енкосоава», куди увійшли також вірші самого Хорікави. Його 9 віршів-вака також увійшли до антології «Кінйо вака-сю». Він був настільки пристрасним, що запам’ятовував музику на флейті, приклеюючи її на стіні палацу вночі.
Був автором щоденника імператора Хорікава «Запис минулого імператора», який на жаль втрачено. Збергелися його незначні уривки.
Не маючи міцного здоров'я від народження, імператор Хіракава помер 1107 року. Його було поховано біля Рьоандзі в Кіото. Трон перейшов до принца Мунехіто, що став відомий як імператор Тоба.